# Pulau Karimunjawa
Pulau Karimunjawa är en ö i Indonesien. Den ligger i den västra delen av landet, 400 km öster om huvudstaden Jakarta. Arean är 36 kvadratkilometer.
Terrängen på Pulau Karimunjawa är lite kuperad. Öns högsta punkt är 479 meter över havet. Den sträcker sig 13,3 kilometer i nord-sydlig riktning, och 9,4 kilometer i öst-västlig riktning.